# 塞伊迪謝希爾

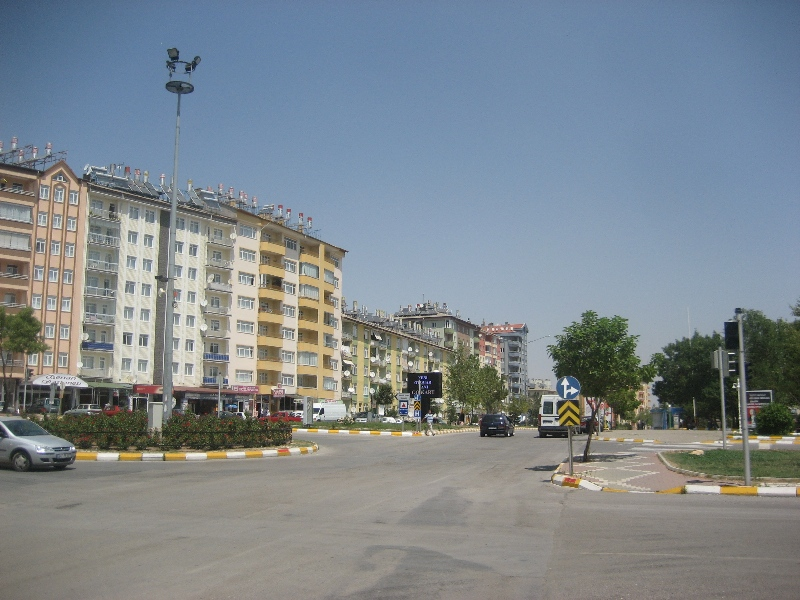

塞伊迪謝希爾是土耳其的城鎮，位於該國西南部，由中部安那托利亞地區負責管轄，面積2,207平方公里，海拔高度1,089米，2000年人口85,456，人口密度為每平方公里38.72人。

## 外部連結
- District municipality's official website （页面存档备份，存于） （土耳其文）

37°25′06″N 31°51′02″E / 37.41833°N 31.85056°E